# Lac Marquette
Le Lac Marquette est un plan d'eau douce du territoire non organisé de Lac-Ashuapmushuan, dans la municipalité régionale de comté (MRC) Le Domaine-du-Roy, au Nord-Ouest de la région administrative du Saguenay-Lac-Saint-Jean, dans la province de Québec, au Canada.
Ce lac est compris dans les cantons de Châteaufort et de Marquette. Le lac Marquette longe la limite Ouest (distance entre 1,5 km à 3,5 km) à l’extérieur (côté Ouest) de la limite de la réserve faunique Ashuapmushuan.
La foresterie constitue la principale activité économique du secteur. Les activités récréotouristiques arrivent en second.
La route forestière R0212 (sens Est-Ouest) passe du côté Nord du lac Marquette. Elle va rejoindre vers l’Est, la route 167 reliant Chibougamau et Saint-Félicien (Québec), ainsi que le chemin de fer du Canadien National. D’autres routes forestières secondaires desservent les environs du lac.
La surface du Lac Marquette est habituellement gelée du début novembre à la mi-mai, toutefois la circulation sécuritaire sur la glace se fait généralement de la mi-novembre à la mi-avril.

## Géographie
Ce lac comporte une longueur de 14,0 km orienté vers le Nord-Ouest, une largeur maximale de 1,7 km et une altitude de 411 m. Ce lac s’élargit à 1,2 km grâce à une baie orientée vers l’Est. Cette baie s’avère le centre d’un demi-cercle d’environ 5,5 km de rayon du côté Est du lac, comportant un terrain moins accidenté dont la plus haute colline atteint une altitude de 492 m. En périphérie de cette zone, une série de montagnes comporte plusieurs sommets dont le plus élevé atteint 699 m, soit à 7,3 km du lac. Du côté Ouest du lac, le plus haut sommet de montagne atteint 625 m, soit à 2,6 km de la rive Ouest du lac.
L’embouchure du Lac Marquette est localisé à :
- 47,3 km au Nord-Est du réservoir Gouin ;
- 28,0 km au Sud de l’embouchure de la rivière Marquette (confluence avec la rivière Ashuapmushuan) ;
- 121 km à l’Ouest de l’embouchure de la rivière Ashuapmushuan (confluence avec le lac Saint-Jean) ;
- 163 km à l’Est de l’embouchure du lac Saint-Jean (confluence avec la rivière Saguenay) ;
- 323 km à l’Est de l’embouchure de la rivière Saguenay (confluence avec l’Estuaire du Saint-Laurent)[1].

Les principaux bassins versants voisins du Lac Marquette sont :
- côté Nord : rivière Marquette, rivière Normandin ;
- côté Est : lac La Tombelle, rivière du Grand Portage, rivière de la Licorne ;
- côté Sud : rivière du Loup Ouest, ruisseau Berlinguet ;
- côté Ouest : rivière Normandin, Petit lac Buade, lac Buade (rivière Normandin).

À partir de l’embouchure du lac Marquette, le courant de la rivière Marquette coule sur 64,9 km généralement vers le Nord, jusqu’à son embouchure situé au Nord-Ouest du lac Ashuapmushuan. Puis le courant emprunte la rivière Ashuapmushuan qui coule sur 193 km vers le Nord-Est, puis vers le Sud-Est jusqu’à sa confluence avec le lac Saint-Jean où elle se déverse sur la rive Ouest à Saint-Félicien (Québec).

## Toponymie
Le toponyme « Lac Marquette » a été officialisé le 5 octobre 1982 par la Commission de toponymie du Québec, soit à sa création.